# Най, Эрнст Вильгельм
Эрнст Вильгельм Най (нем. Ernst Wilhelm Nay; 11 июня 1902[…], Берлин — 8 апреля 1968[…], Кёльн, Северный Рейн-Вестфалия) — немецкий художник и график, представитель абстрактного экспрессионизма.

## Жизнь и творчество
В 1921—1922 годах обучался в Берлине на книготорговца. В 1925—1928 учился живописи в классе Карла Хофера при Объединённой государственной школе по свободному и прикладному искусству в Берлине. В 1926—1927 годах принимал участие в выставках Берлинского сецессиона и мюнхенского Нового сецессиона. С 1928 году жил в Париже, а затем, получив в 1930 году Борнхольм-стипендию для совершенствования художественного мастерства, уезжает в Италию. В 1931—1932 жил и работал на Вилле Массимо в Риме.
- 1937 запрет выставляться в Германии, работы Нея объявлены относящимися к разряду «дегенеративного искусства», как «образцы» несколько работ выставлены на нацистских выставках «дегенеративного искусства» в Берлине и Мюнхене
- 1937—1938 живёт у Эдварда Мунка в Лофотене, Норвегия
- 1939—1945 в годы Второй мировой войны призван в армию
- 1943 ателье художника в Берлине уничтожено во время бомбардирования
- 1945 живёт в Хофхейме(Таунус).Пишет серию «Геката-полотен».
- 1946 персональные выставки в галереях Гюнтера Франке в Мюнхене и Герда Розена в Берлине
- 1948 принимает участие в Биеннале в Венеции
- 1951 переезд в Кёльн
- 1952 пишет серию «Ритмические картины»
- 1953 награждён премией Лиссоне, Италия
- 1955 принимает участие в Биеннале в Сан-Паулу; премия Лихтварк города Гамбург
- 1956 принят действительным членом Академии искусств Берлина; Большая премия искусств земли Северный Рейн- Вестфалия
- 1960 премия Гуггенхайма (немецкая секция)
- 1964 Художественная премия города Берлина

## Избранные полотна
- «Жёлтые сидящие» 1948 частное собрание
- «Оранжевый и шиферно-серый» 1953 Мюнстер Вестфальский земельный музей искусства и истории культуры
- «Путь Солнца» 1956 частное собрание
- «Ро»(Rho) 1960 частное собрание
- «Жёлтый хром» 1960 Эссен музей Фолькванг
- «Горный пейзаж-Лофотен» 1938 Саарбрюккен, музей Саарланд.